# Labinsk
Labinsk (del ruso: Лабинск) es una ciudad del krai de Krasnodar, en Rusia, centro administrativo del raión de Labinsk. Está situada en la orilla derecha del río Labá, afluente del Kubán, en las estribaciones septentrionales del Gran Cáucaso, 143 km al sureste de Krasnodar y 50 km al sudoeste de Armavir. Tenía 62 864 habitantes en 2010
La ciudad más cercana es Kurgáninsk, 30 km al norte. Del otro lado del Kubán, se encuentra la localidad de Vólnoye, de la vecina república de Adiguesia.
Es cabeza del municipio Labínskoye, al que pertenecen asimismo Zariá Mira y Projladni.

## Historia

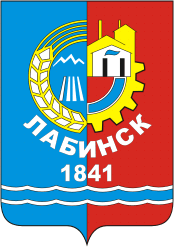
Escudo de la década de 1970.

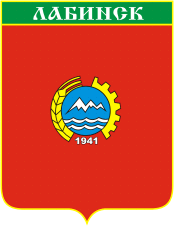
Escudo de la década de 1990.

El origen de Labinsk se remonta a la fundación de la stanitsa Labínskaya en 1841, como parte de una línea defensiva en el norte del Cáucaso. Los cosacos del Don fueron los primeros colonos de la nueva stanitsa. Protegían las fronteras meridionales del Imperio ruso. Más tarde, muchos campesinos cosacos se instalaron desde otras provincias de Rusia. Sobre la base de su favorable emplazamiento en el valle del río Labá, la localidad se convirtió en un centro industrial y comercial. En 1913 fue construida la estación de ferrocarril. Fue centro administrativo de un otdel (distrito) del óblast de Kubán.
Con ocasión de la Gran Guerra Patria, se creó una unidad llamada escuadrón de combate de Labinsk, con Iván Konstantinov al mando. Una de las principales arterias de la ciudad lleva el nombre de estos héroes de guerra. En agosto de 1942 la localidad fue ocupada por las tropas alemanas El 25 de enero de 1943 la stanitsa fue liberada de las fuerzas de ocupación alemanas. La ciudad fue rápidamente industrializada y reconstruida tras la guerra. En 1947, Labínskaya recibió el estatus de ciudad y fue renombrada Labinsk.

## Demografía
| 1959   | 1970   | 1979   | 1989   | 1996   | 2002   | 2008   | 2010   |
| ------ | ------ | ------ | ------ | ------ | ------ | ------ | ------ |
| 41 900 | 49 900 | 54 000 | 58 000 | 64 300 | 61 446 | 61 083 | 62 864 |

## Economía y transporte
En la ciudad se producen alimentos enlatados y azúcar, se extrae de petróleo, y existen fábricas de queso y carne. También hay industria química, una fábrica de pinturas.
La ciudad está conectada por la estación Labínskaya al ramal Kurgáninsk - Psebái. Por la ciudad pasa la autopista M29 Cáucaso. Cuenta con un aeropuerto.

## Clima
| Parámetros climáticos promedio de Labinsk                           | Parámetros climáticos promedio de Labinsk | Parámetros climáticos promedio de Labinsk | Parámetros climáticos promedio de Labinsk | Parámetros climáticos promedio de Labinsk | Parámetros climáticos promedio de Labinsk | Parámetros climáticos promedio de Labinsk | Parámetros climáticos promedio de Labinsk | Parámetros climáticos promedio de Labinsk | Parámetros climáticos promedio de Labinsk | Parámetros climáticos promedio de Labinsk | Parámetros climáticos promedio de Labinsk | Parámetros climáticos promedio de Labinsk | Parámetros climáticos promedio de Labinsk |
| Mes                                                                 | Ene.                                      | Feb.                                      | Mar.                                      | Abr.                                      | May.                                      | Jun.                                      | Jul.                                      | Ago.                                      | Sep.                                      | Oct.                                      | Nov.                                      | Dic.                                      | Anual                                     |
| ------------------------------------------------------------------- | ----------------------------------------- | ----------------------------------------- | ----------------------------------------- | ----------------------------------------- | ----------------------------------------- | ----------------------------------------- | ----------------------------------------- | ----------------------------------------- | ----------------------------------------- | ----------------------------------------- | ----------------------------------------- | ----------------------------------------- | ----------------------------------------- |
| Temp. máx. media (°C)                                               | 2.4                                       | 2.6                                       | 7.1                                       | 14.5                                      | 19.7                                      | 23.1                                      | 26.5                                      | 25.7                                      | 21.1                                      | 15.3                                      | 8.6                                       | 3.4                                       | 14.2                                      |
| Temp. mín. media (°C)                                               | -2.9                                      | -3.6                                      | 0.0                                       | 5.4                                       | 9.8                                       | 13.3                                      | 16.5                                      | 15.9                                      | 11.9                                      | 7.3                                       | 2.4                                       | -1.8                                      | 6.3                                       |
| Precipitación total (mm)                                            | 83                                        | 73                                        | 69                                        | 74                                        | 81                                        | 100                                       | 79                                        | 75                                        | 74                                        | 91                                        | 94                                        | 99                                        | 990                                       |
| Fuente: Estadísticas meteotológicas del krai de Krasnodar (en ruso) |                                           |                                           |                                           |                                           |                                           |                                           |                                           |                                           |                                           |                                           |                                           |                                           |                                           |

## Personalidades
- Piotr Abashkin (1868-1934), general ruso y soviético.
- Pavel Gorgulov (1895-1932), el célebre asesino del presidente de Francia Paul Doumer.
- Borís Tíjonov (1922-1972), piloto militar, Héroe de la Unión Soviética.
- Aleksandr Bojurov (1975-), actor.